# Estadio de Gran Canaria

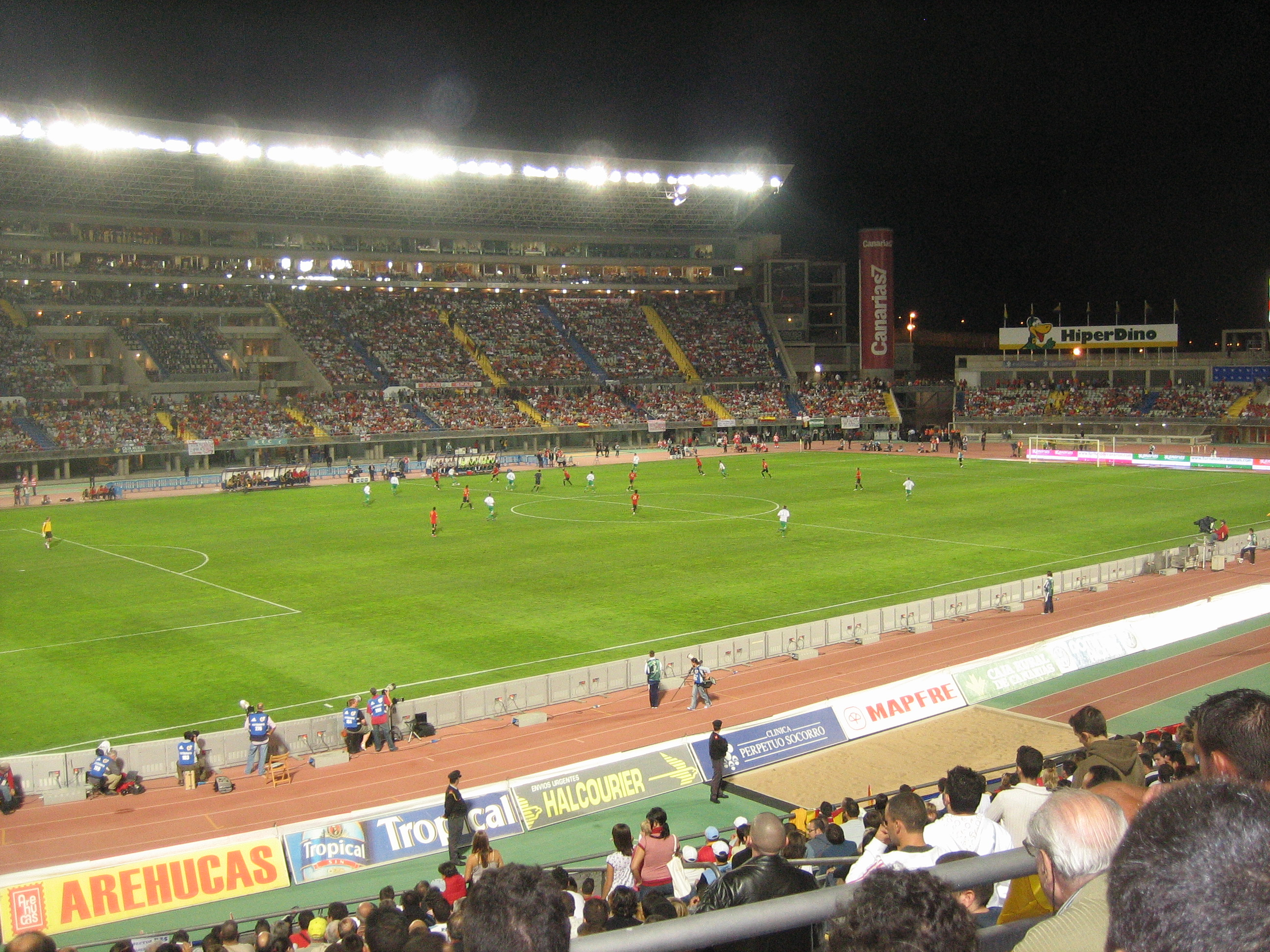
España - Irlanda del Norte, 21 de noviembre de 2007

El estadio de Gran Canaria es un recinto deportivo ubicado en el barrio de Siete Palmas de Las Palmas de Gran Canaria, España. En él juega sus partidos como local la Unión Deportiva Las Palmas de la Primera División de España.
Originalmente concebido como estadio multiusos, fue inaugurado el 8 de mayo de 2003 con una capacidad de más de 32 000 espectadores, siendo el recinto deportivo con mayor capacidad de Canarias (aunque no en cuanto a superficie del terreno de juego se refiere). En las reformas iniciadas en 2014, se eliminó la pista de atletismo al acercar sus gradas al terreno de juego y se aumentó su capacidad hasta los 32 392 espectadores.

## Historia
El Estadio de Gran Canaria, construido para albergar los partidos como local de la Unión Deportiva Las Palmas, en sustitución del vetusto Estadio Insular, fue inaugurado el 8 de mayo de 2003, con el partido que enfrentó al cuadro canarión ante el RSC Anderlecht belga (2-1), registrándose su primer lleno. El primer gol anotado en este escenario lo consiguió el futbolista grancanario Rubén Castro.
El seleccionador Luis Aragonés dirigió su primer amistoso con la selección española en este estadio, frente a la selección de Venezuela (3-2), el 18 de agosto de 2004.
En la temporada 2005-06, mientras la U. D. Las Palmas militabua en Segunda División B, el Estadio de Gran Canaria vivió dos nuevos llenos absolutos: el primero, el 21 de mayo de 2006 frente al Rayo Vallecano, que terminó con un 1-0 a favor de los locales y donde se sobrepasó la capacidad, entrando 35 000 y quedando fuera otros 4000; el segundo, el 24 de junio del mismo año, ante el C. D. Linares, que supuso el ascenso de la U. D. Las Palmas a la Segunda División A.
El Estadio tiene varios récords a nivel regional. Es el recinto deportivo con mayor capacidad de Canarias, aunque no en cuanto a superficie del terreno de juego se refiere, ya que este puesto le corresponde al Estadio Heliodoro Rodríguez López. Además, tiene la mejor entrada en un partido de fútbol en el archipiélago, con 35 000 espectadores. También ostenta el récord nacional de asistencia a un partido de Liga de Segunda B, con 30.210 espectadores, frente al C. D. Linares. El anterior récord lo tenía la propia U. D. Las Palmas, en un partido en 1996 contra la Cultural Leonesa en un Estadio Insular, lleno hasta la bandera (unos 21 000 espectadores, aunque se superó el aforo en 3 000 espectadores). Con la celebración del derbi regional entre la U. D. Las Palmas y el C. D. Tenerife el 10 de mayo de 2014, el Estadio de Gran Canaria registró una entrada de 31 123 espectadores, lo que le convierte en el derbi con mayor asistencia de la historia del fútbol canario.

### Reforma
El 11 de noviembre de 2014 comenzó una reforma que se preveía acabase en unos 16 meses, y que consistiría en la desaparición de la pista de atletismo y la remodelación del anillo inferior del graderío, acercándolo al terreno de juego unos 20 metros de los que le separaban antes de la remodelación. Finalmente se consideró finalizada la primera fase de esa remodelación en enero de 2016 con un aforo final de 32 392 espectadores. Además se procedió a pintar los asientos de los representativos amarillo y azul, rotulándose en la grada "Gran Canaria" y "UD Las Palmas".
La obra realizada dejó pendiente la terminación de la Torre Este, uno de los edificios anexos y la aproximación de la grada Naciente.

### Mundial 2030 y proyecto de segunda reforma
En julio de 2023 el Cabildo de Gran Canaria, con el apoyo de la U. D. Las Palmas presentó la candidatura para ser una de las sedes del Mundial 2030 al que se presentaban Portugal y España. Una vez concedida la organización, el 31 de julio de 2024 la FIFA publicó las sedes elegidas para albergar el Mundial, entre ellas Gran Canaria, que además fue designada como una de las posibles nueve sedes que puedan acoger los cuartos de final.
La candidatura obliga a una segunda reforma del estadio, aprobada por el cabildo en junio de 2024. Dicha reforma consistirá en aumentar el aforo hasta los 44 000 espectadores. Además también debe contemplar la ampliación y el acercamiento al terreno de juego de la grada naciente y de la grada curva; el rebaje de la cota del terreno de juego; la cobertura de la totalidad del perímetro de las gradas; la demolición como mínimo de la torre este y de los cilindros de hormigón armado que flanquean la grada naciente; la modificación de la ubicación de la estructura de vestuarios y del acceso al terreno de juego de los deportistas desde la zona central de la grada tribuna y la optimización de las superficies del Estadio.
El 7 de febrero de 2025 se presentó el proyecto ganador del concurso convocado por el Cabildo, adjudicándose la obra a L35 Arquitectura, Urbanismo y Diseño. Este diseño concretó el aforo en 44 484 espectadores y se fijó en junio de 2029 la fecha máxima de finalización de la obra.

## Anexo

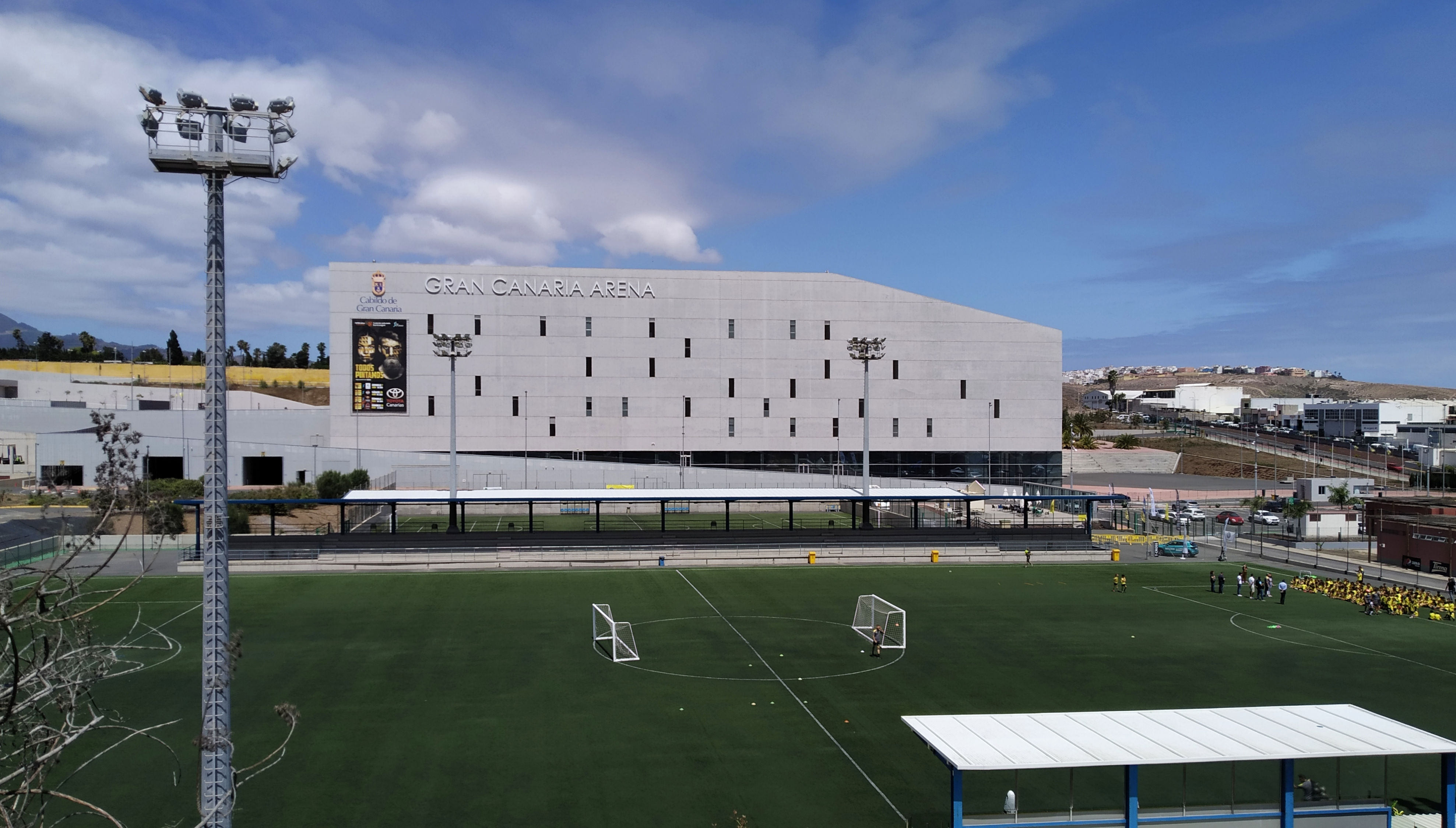
Anexo estadio Gran Canaria con el Gran Canaria Arena al fondo

Junto al estadio existe una zona anexa que dispone de dos campos de césped artificial, uno de los cuales cuenta con una grada con aforo de 2000 espectadores, y ha sido utilizado por Las Palmas Atlético como campo de juego desde 2010.

## Partidos internacionales

### Selección española
La selección española ha disputado seis encuentros en Gran Canaria, los primeros cuatro en el Estadio Insular y los últimos dos en el Estadio de Gran Canaria. El 18 de noviembre de 2018 acogió el partido amistoso España–Bosnia.
| Amistoso; 18 de agosto de 2004 | España                         | 3:2 (1:1) | Venezuela                 |                                                                |                                                                |
|                                | Morientes 40' · Tamudo 51' 65' |           | Rojas 45' · Castellín 92' | Asistencia: 31 000 espectadores Árbitro(s): Pasquale Rodomonti | Asistencia: 31 000 espectadores Árbitro(s): Pasquale Rodomonti |

| Clasificación Eurocopa 2008; 21 de noviembre de 2007 | España   | 1:0 (0:0) | Irlanda del Norte |                                                            |                                                            |
|                                                      | Xavi 52' |           |                   | Asistencia: 31 000 espectadores Árbitro(s): Herbert Fandel | Asistencia: 31 000 espectadores Árbitro(s): Herbert Fandel |

| Amistoso; 18 de noviembre de 2018 | España    | 1:0 (0:0) | Bosnia |                                                           |                                                           |
|                                   | Brais 78' |           |        | Asistencia: 20 000 espectadores Árbitro(s): Carlos Xistra | Asistencia: 20 000 espectadores Árbitro(s): Carlos Xistra |

## Eventos

### Musicales
El Estadio de Gran Canaria se ha convertido además en un escenario multiusos para la sociedad grancanaria. Desde su inauguración ha acogido varios conciertos:
- 12 de septiembre de 2005: Concierto de Bryan Adams (10 000 espectadores)[17]
- 3 de julio de 2006: Concierto de Shakira (30 000 espectadores)[18]
- 8 de diciembre de 2006: Concierto de La Oreja de Van Gogh (más de 22 000 espectadores)[19]
- 8 de mayo de 2007: Concierto de Luis Miguel (25 000 espectadores)[20]
- 6 de septiembre de 2007: Concierto conjunto Joaquín Sabina y Joan Manuel Serrat (más de 15 000 espectadores)[21]
- 29 de mayo de 2008: Concierto de Andrés Calamaro (2000 personas)[22]
- 11 de julio de 2008: Concierto de Juanes (18 000 personas)[23]
- 25 de julio de 2009: Concierto de Gloria Estefan (7000 espectadores)[24]
- 13 de julio de 2011: Concierto de Sting (Más de 12 000 espectadores)[25]
- 29 de julio de 2011: Concierto de Juanes (8000 espectadores)[26]
- 23 de septiembre de 2011: Concierto de Maná (25 000)[27]
- 15 de mayo de 2012: Concierto de Bruce Springsteen (30 000 espectadores)[28]
- 22 de junio de 2012: Concierto de Pitbull (10 000 espectadores)[29]
- 8-9 de julio de 2022: II Granca Live Fest  (30 000 espectadores)[30]
- 7-8 de julio de 2023: II Granca Live Fest  (60 000 espectadores)[31]
- 4-6 de julio de 2024: III Granca Live Fest  (80 000 espectadores)[32]
- 3-5 de julio de 2025: IV Granca Live Fest  (55 000 espectadores)[33]

### Otros eventos
En el recinto grancanario se han celebrado tres competiciones de motocross freestyle y una de automovilismo:
- 9 de julio de 2005: I Freestyle Gran Canaria 2005
- 29 de abril de 2006: II Freestyle Gran Canaria 2006
- 7 de julio de 2007: III Freestyle Gran Canaria 2007
- 28 de junio de 2008: Máster Stadium Race de Gran Canaria